# Montserrat Bertrán Vallès
Montserrat Bertrán Vallès (Torrelles de Foix 1891- Barcelona 1967) fou una pedagoga i professora de llengua catalana represaliada pel franquisme. Fou directora de l'Escola Normal de Tarragona, i destacà per la defensa dels drets dels estudiants, del poble català i la seva llengua.

## Biografia
Filla del metge barceloní Joan Bertran Figueras, pioner de la medecina natural i la homeopatia, i de la mestra Rosa Vallès, de Torrelles de Foix, tenia un germà i quatre germanes, una de les quals fou la bibliotecària Pilar Bertran Vallès.
Estudià a l'Escola Superior del Magisteri de Madrid, promoció de 1916, on obtingué el premi extraordinari de fi de curs i el títol de professora numerària, secció de lletres. A Madrid va conèixer Manuel Galés Martínez, professor i polític, adscrit a ERC, amb qui més endavant es va casar, va tenir tres fills i del qual es va separar. Les seves filles Núria i Isabel Galés Bertran van estudiar en temps de la República, i també es van dedicar a l'ensenyament. Va ser professora en diverses escoles de magisteri com ara Lugo, Jaén i Terol. El 9 de juliol de 1929 va retornar a l'Escola Normal de Tarragona i hi va treballar fins a l'any 1939.
El pas d'aquesta professora pel claustre de professors i per les aules no va deixar indiferent a ningú, fou el centre de fortes controvèrsies entre els seus companys de professió per les seves idees pedagògiques, en favor dels menjadors escolars, les biblioteques d'aula i les activitats sòcio-educatives. Es va mostrar sempre al costat dels alumnes quan sol·licitaven que se'ls atorgués el dret d'ésser representats i donava suport a llurs reivindicacions i protestes quan el sector més dur del claustre creia convenient aplicar fortes mesures disciplinàries.

El seu tarannà progressista, unit a un profund sentiment catalanista, es va projectar en altres camps que complementaven la tasca docent. Coneixedora de la situació en què es trobava l'ensenyament a Tarragona, es va convertir en un referent a l'hora de defensar els més desfavorits. Des de les pàgines del Diari de Tarragona, del qual era col·laboradora, exhortava els polítics a posar-hi remei. Formava part de la comissió femenina pro-cantines escolars de la província de Tarragona i escrivia a les planes del diari:
...L' escala igualadora tanca les portes i els nens es queden devant la crua realitat, veuen i sofreixen les diferències socials: Uns ben cuidats i esperats, altres amb solitud, privacions i misèria. Com posar-hi remei? com recordar a tots els nens, sense contradicció ni vergonya els mateixos deures, si tots no tenen els mateixos drets? Com arribaràn a ser homes dignes els nens mal alimentats, privats d'higiene, d'afecte i felicitat? per això existeixen les cantines escolars.... 
Es mostrà sempre molt propera a la defensa de la llengua i les llibertats del poble de Catalunya. Encarregada de les classes de català a l'Escola Normal, fou nomenada delegada de l'Associació de l'Ensenyança Catalana a les comarques tarragonines, alhora que es convertí en un ferm puntal de la Comissió Femenina de Palestra a Tarragona.
L'inici de la guerra va ser traumàtic. A causa de la inseguretat, l'Escola Normal apenas va funcionar, les classes es van reprendre el març de 1937 i el darrer claustre es va reunir el 1938.
Acabada la guerra, tots els funcionaris republicans van ser depurats i el 4 de desembre de 1939, amb el vist i plau de la Comissió Superior Dictaminadora d'Expedients de Depuració i l'informe de la Direcció General de Primer Ensenyament, el Ministeri d'Educació Nacional va resoldre la separación definitiva del Servicio y baja en el Escalafón de: Montserrat Bertrán Valles, Profesora de la Escuela Normal de Tarragona”. Durant 6 anys fou apartada de la feina, fins que l'aval de l'Arquebisbat de Tarragona i el cercle d'estudis d'Acció Catòlica van aconseguir que fos readmesa i destinada a l'Escola de Magisteri de Nuestra Señora de la Candelaria de La Laguna.
El Curs 1950-51 es va poder reincorporar a la direcció de l'Escola Normal de Tarragona, on exercí fins a la seva jubilació, dedicant-se després durant un temps a la traducció. Va morir el 1967 als 76 anys. Posteriorment el seu treball ha sigut objecte de diversos estudis i ha rebut reconeixements i homenatges.